# Francisco J. Grajales
Francisco J. Grajales är en ort i Mexiko.   Den ligger i kommunen Catazajá och delstaten Chiapas, i den sydöstra delen av landet, 800 km öster om huvudstaden Mexico City. Francisco J. Grajales ligger 1 meter över havet och antalet invånare är 377.
Terrängen runt Francisco J. Grajales är mycket platt. Runt Francisco J. Grajales är det glesbefolkat, med 20 invånare per kvadratkilometer. Närmaste större samhälle är Catazajá, 16,9 km söder om Francisco J. Grajales. Omgivningarna runt Francisco J. Grajales är en mosaik av jordbruksmark och naturlig växtlighet.